# Talbingo
Talbingo ist ein kleiner Ort in New South Wales, Australien, der am Ende der Snowy Mountains am Snowy Mountains Highway liegt. Der Ort ist 451 km von Sydney entfernt und liegt 410 Meter über Meereshöhe am Tumut River, der auch Jounama Pondage genannt wird.
Der Ortsname ist vermutlich aus dem englischen Wort tall (deutsch: groß) und dem Aborigines-Wort Binji, Binge oder Bingo (deutsch: Bauch) zusammengesetzt. Der in der Nähe der Ortschaft befindliche Mount Talbingo ist wie der große Bauch eines liegenden Mannes geformt.

## Geschichte
In Talbingo eröffnete das Postbüro am 6. Juni 1898, schloss 1913 und wurde 1965 wieder eröffnet. Der ursprüngliche Ort wurde von dem Fluss Jounama Pondage im Jahre 1968 überflutet und an einem anderen Ort durch die Snowy Mountains Hydro-Electric Scheme wieder aufgebaut. Vor der Zerstörung der Ortschaft gab es ein Hotel, Farm, Tankstelle und Ferienunterkünfte. Es war eine kleine Siedlung mit fünf Familien. Die Talbingo-Tankstelle war der Geburtsort der Autorin Miles Franklin, die ihren Verwandten bis 1940 gehörte.

## Talbingo heute
Das neue Talbingo wuchs schnell, da durch das größte Wasserkraftwerk Australiens, das Snowy-Mountains-System an der Talbingo-Talsperre Arbeitsplätze entstand. Ferner gibt es jetzt im Ort eine Tankstelle, Golfplatz, Motel, Grundschule, Lebensmittelladen, Touristenpark und Unterkünfte, Ski-Verleih sowie ein Restaurant.
Der Ort lebt auch vom Tourismus. Viele Familien kommen im Sommer zum Wasserskifahren an die Talsperre oder Wandern im Kosciuszko National Park. Im Winter kommen Skifahrer nach Talbingo auf die Selwyn Snowfields oder andere Skigebieten der Snowy Mountains.